# Івнінг стандарт
«Івнінг стандарт» (англ. Evening Standard), з 1827 по 1904 просто «Стандарт» (англ. The Standard) — стара британська газета, що нині видається кожен будній день в Лондоні у форматі безкоштовного таблоїда. Також має власне інтернет-видання. З жовтня 2009 року основними власниками «Івнінг стандарт» є російський бізнесмен Олександр Лебедєв та його син Євген Лебедєв. 29 травня 2024 було оголошено, що через збитковість невдовзі газета друкуватиметься лише раз на тиждень.

## Історія

Фургон Evening Standard оповіщає про народження принца Едварда (11 березня 1964)

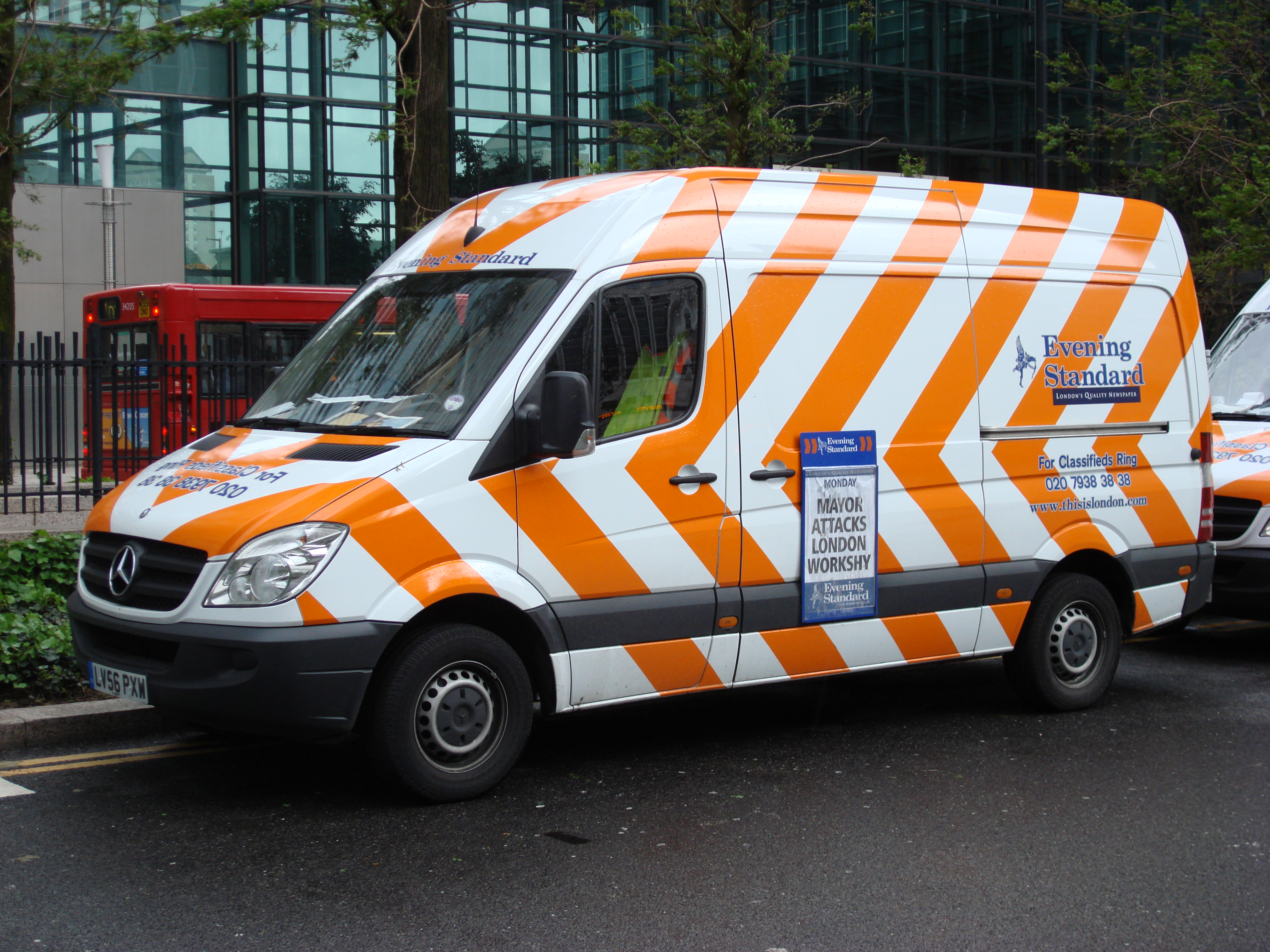
Фірмовий фургон Evening Standard (2007)

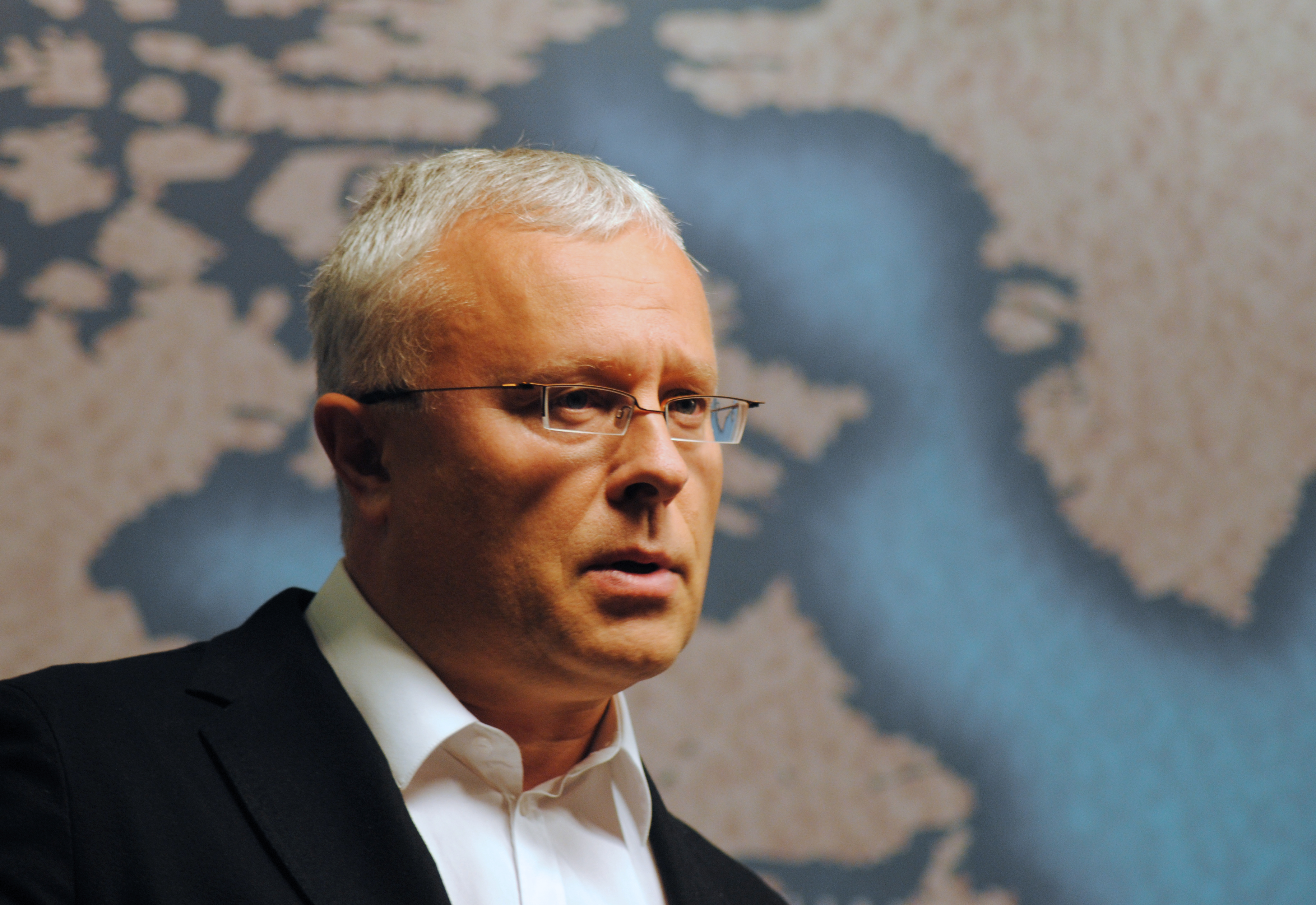
Олександр Лебедєв, який став основним власником газети в 2009

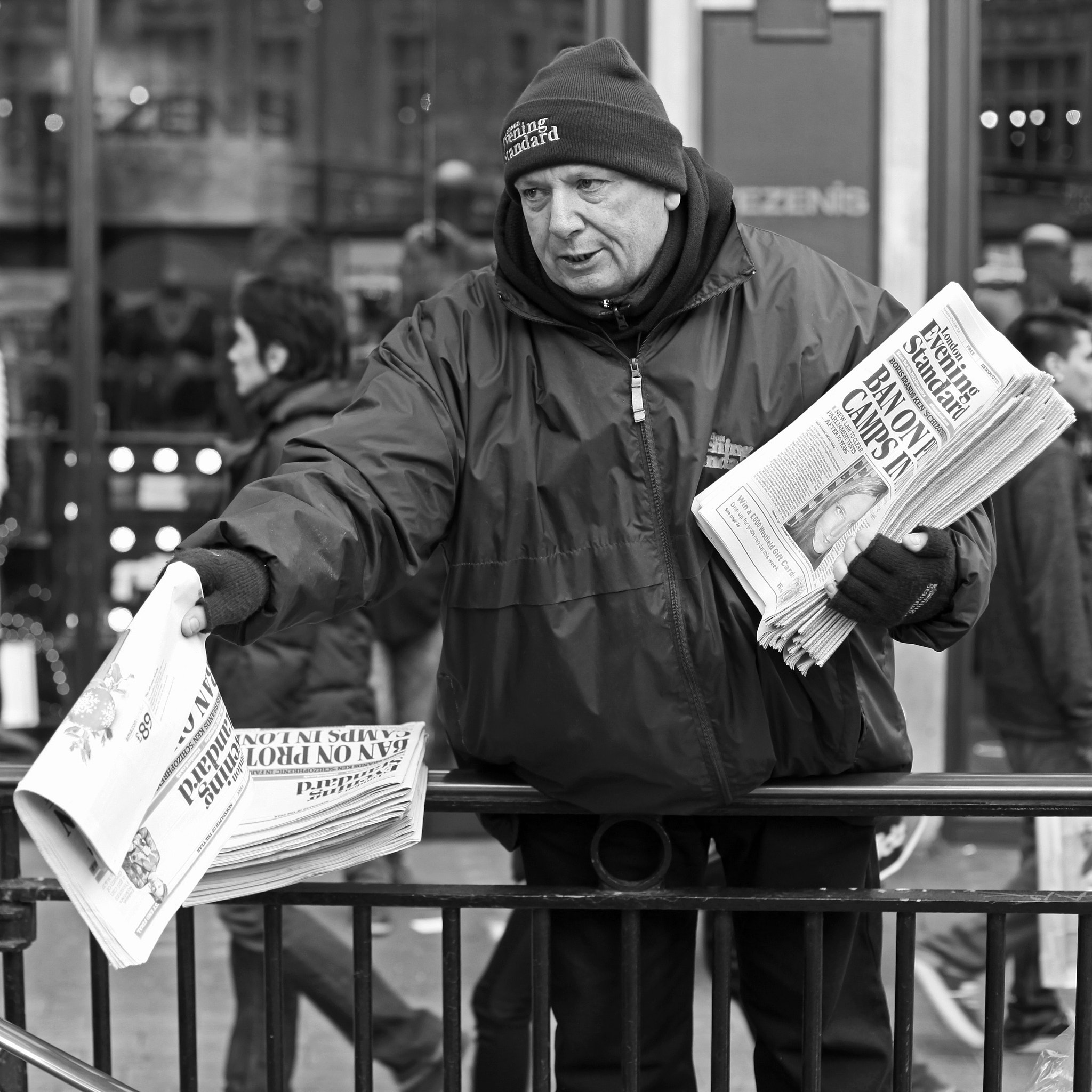
Працівник роздає газету перехожим на вулиці (2011)

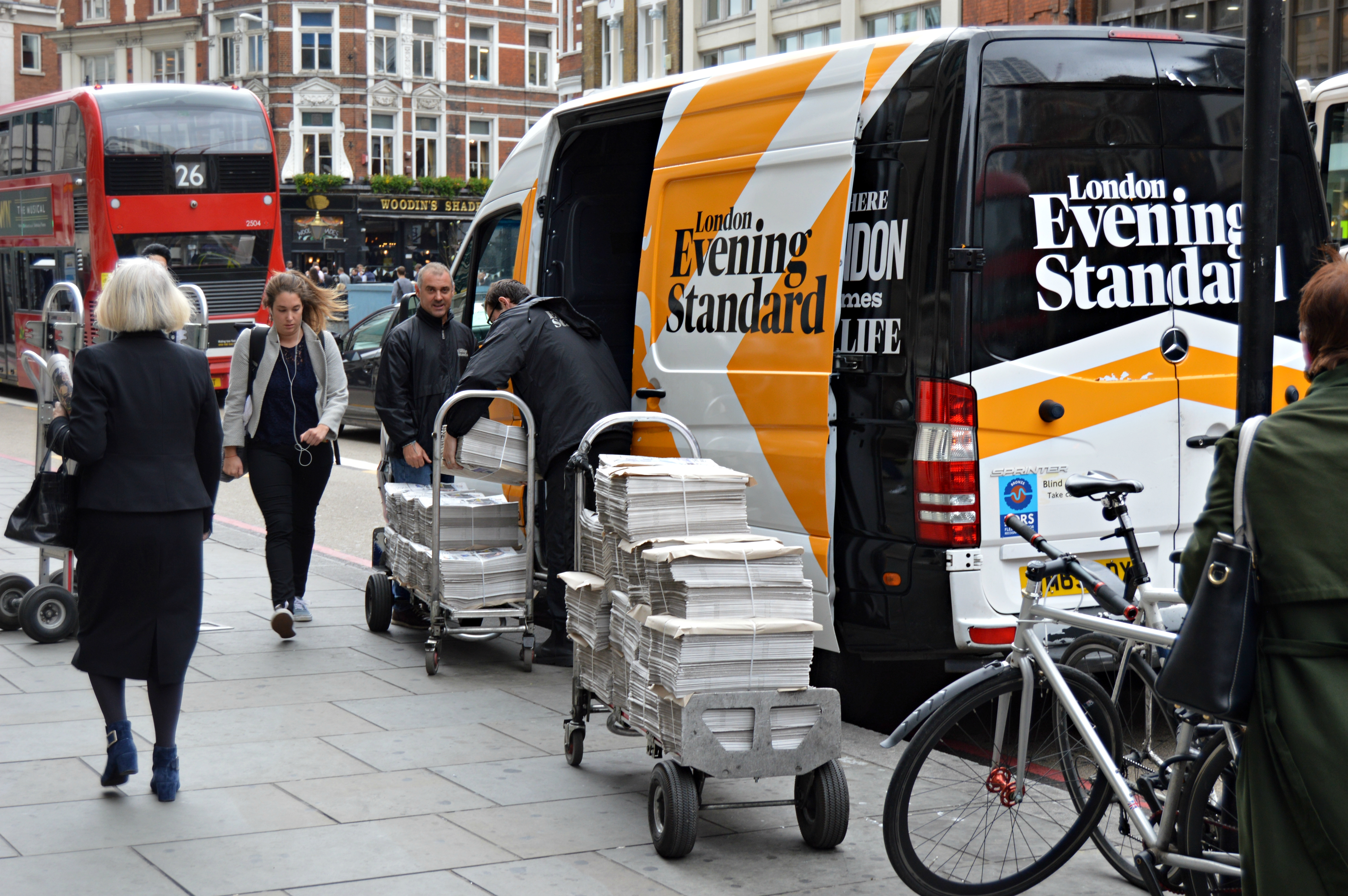
Вивантаження газети біля станції метро (2015)

### З 1827 по 2009
Газета була заснована 21 травня 1827 підприємцем Чарльзом Болдвіном. Тоді вона мала назву The Standard, а її головним редактором був адвокат Стенлі Ліс Гіффард. Приблизно через 30 років газету придбав видавець Джеймс Джонстон, який 29 червня 1857 зробив її ранковою. 11 червня 1859 року розпочався випуск вечірнього видання газети під назвою Evening Standard. У 1860-х завдяки детальному огляду закордонних новин газета здобула широку популярність серед читачів і збільшила свій тираж. Зокрема, вона висвітлювала події громадянської війни в США (1861–1865), австро-прусської війни (1866) та франко-прусської війни (1870).
1904 року The Standard і Evening Standard були придбані Артуром Пірсоном. У травні 1915 Едвард Галтон придбав Evening Standard у Девісона Дієла, який, у свою чергу, придбав обидві газети 1910 року і закрив The Standard 1916 року. Галтон представив нову колонку з плітками під назвою «Щоденник лондонця», спочатку характеризовану як «колонка, написана джентльменами для джентльменів».
1923 року лорд Бівербрук, власник Daily Express, купив газети Галтона, проте незабаром продав їх усіх лорду Ротерміру, власнику Daily Mail. Винятком стала The Standard, яка згодом стала стійкою консервативною газетою, що, зокрема, різко атакувала лейбористів під час гучної кампанії 1945 року. У 1960-х газета була витіснена The Evening News, яка продавала більше 1 млн копій щовечора. Протягом десятиліття газета також почала публікувати комікс «Модесті Блейз», який значно підвищив її продажі. 30 листопада 1974 Evening Standard перестав виходити по суботах. У 1960-х політичний редактор газети Роберт Карвел мав ранковий брифінг від прем'єр-міністра Гарольда Вільсона. Газета також мала власних кореспондентів у Парижі та Вашингтоні.
1980 року Express Newspapers об’єднала The Standard з Evening News у спільній операційній угоді з Associated Newspapers. До 1985 року нова газета була відома як New Standard, але згодом Associated Newspapers викупила решту акцій, перетворивши її на The Standard.

### Придбання Лебедєвим і перезапуск (2009—2018)
21 січня 2009 року російський бізнесмен і колишній агент КДБ Олександр Лебедєв і його син Євген Лебедєв погодилися придбати контроль над 64% власності Evening Standard за 1 фунт стерлінгів. Кілька років тому загалом 12% газети також було продано Джастіну Бйаму Шоу та Джорджу Грейгу. Associated Newspapers залишили собі інші 24%.
У листопаді 2009 року було оголошено, що з 4 січня 2010 року London Evening Standard припинить свій ранковий випуск «News Extra». Відтоді першим виданням став «West End Final», доступний для купівлі з 14:00 у кількості 600 тис. Різні видання газети часто мали значні відмінності у вигляді першої сторінки та подальших сторінок з новинами, хоча авторські сюжети та огляди залишалися незмінними. У січні 2010 року тираж газети було збільшено до 900 тис. примірників.
У травні 2009 року газета розклеїла низку рекламних плакатів у місті, на кожному з яких було слово «Вибачте», написане фірмовим шрифтом Evening Standard. Таким чином газета намагалася вибачатись перед читачами за свої минулі невдалі рішення. Екс-редактор Evening Standard Вероніка Водлі розкритикувала акцію, заявивши, що це приниження колективу видання та образа читачів.  У травні 2009 газету відновили як London Evening Standard з новим макетом і верхньою сторінкою, відзначивши цю подію роздаванням 650 тис. безкоштовних примірників щодня. Також було оновлено розділ спортивних новин газети.
12 жовтня 2009 року Evening Standard стала безкоштовною газетою з тиражем у 700 000 примірників, обмеженим центральним Лондоном. У лютому 2010 платна версія стала доступною в передмістях Лондона за 20 пенсів. У жовтні 2010 газета отримала нагороди «Медіабренд року» та «Золотий гран-прі» на Media Week. Також Evening Standard отримала нагороду як найкраща щоденна газети року на церемонії вручення нагород Лондонського пресклубу в травні 2011.
У травні 2010 Evening Standard представила власний мобільний застосунок. 2015 року Newsworks значно оновила свою групу мобільних програм, в яку входить і застосунок Evening Standard.

### Редизайн і скорочення (2018—теперішній час)
У березні 2018 року редактор Джордж Осборн ініціював редизайн газети, який включав вилучення слова «Лондон» із її назви в знак прагнення газети мати більший національний і міжнародний вплив. Газета також представила більш барвисті «вказівники» для різних розділів, оскільки, на думку Осборна, раніше було складно знайти їх у газеті. Заголовок також було перероблено з використанням нового шрифту, а до п’ятиденного прогнозу погоди газети додано емодзі.
У травні 2018 Джеймс Кьюзик з openDemocracy заявив, що газета публікувала новини, що були вигідні певним компаніям, зокрема Uber і Google, в обмін на фінансову підтримку. У червні 2019 року Evening Standard оголосив про скорочення робочих місць. До кінця 2019 року компанія повідомила про збитки в розмірі 13,6 млн фунтів. У серпні 2020 газета оголосила про додаткові звільнення, які мають врятувати компанію.
29 травня 2024 року було оголошено, що через збитковість газета перетвориться зі щоденного на щотижневе друковане видання. Це рішення було прийняте Лебедєвим під тиском султана Мухаммада Абулджадаїла, який з 2018 року володіє 30% акцій материнської компанії Evening Standard. 14 червня 2024 року газета оголосила про звільнення ще 150 працівників, зокрема редакторів, друкарів і дистриб'юторів.

## Редакційний стиль
З 1996 по 2002 редактором Evening Standard до свого виходу на пенсію був Макс Гейстінґс. Йому на заміну прийшла Вероніка Водлі, яка обіймала цю посаду до 2009. До березня 2012 редактором Evening Standard був Джордж Грейг, який після цього пішов працювати в The Mail on Sunday, а його місце зайняла Сара Сендс. З 2017 по 2020 посаду редактора обіймав Джордж Осборн, колишній канцлер скарбниці, який після цього став головним редактором. Замість нього новим редактором стала Емілі Шеффілд, сестра Саманти Кемерон.
Головний акцент Evening Standard робить на новинах, що стосуються Лондона, зокрема, охоплюючи ринок новобудов, ціни на нерухомість, протизаторний збір, схеми дорожнього руху, місцеві політичні події, а також розповідає про світські плітки у «Щоденнику лондонця». Також іноді газета намагається ініціювати кампанії, пов'язані з місцевими питаннями, які національні газети детально не висвітлюють. Окрім того, Evening Standard розповідає про національні та міжнародні новини. 
Традиційно в часописі також було висвітлено мистецтво. Браян Сьюелл, один з колишніх критиків Evening Standard, був відомий своїм різким поглядом на концептуальне мистецтво, брітарт і премію Тернера, через що часто піддавався критиці та викликав суперечки в світі мистецтва. Його називають «найвідомішим і найсуперечливішим мистецтвознавцем Британії».

### Політична позиція
Під час виборів мера Лондона в 2008 році Evening Standard, особливо її кореспондент Ендрю Гілліган, публікувала статті на підтримку кандидата від Консервативної партії Бориса Джонсона, а також розміщували на перших сторінках заголовки із критикою Кена Лівінгстона. 5 травня 2010 в редакційній статті газета заявила, що більше не буде підтримувати лейбористів під керівництвом Тоні Блера, а стане на бік Девіда Кемерона та консерваторів на парламентських виборах. 5 травня 2015 року в редакційній статті було повідомлено, що на парламентських виборах цього року Evening Standard знову підтримуватиме Кемерона та консерваторів.
2016 року Коаліція медіареформ і коледж Голдсмітс, провівши власне досдідження, виявили, що під час виборів мера 2016 року Evening Standard віддала перевагу Консервативній партії. Зокрема, було майже вдвічі більше позитивних заголовків про кандидата від консерваторів Зака Голдсміта, порівняно з його конкурентом від лейбористів Садіка Хана. Окрім того, дуже помітними були сюжети, що упереджено ставилися щодо Хана.
На парламентських виборах 2017 року Evening Standard підтримав Консервативну партію, а під час виборів голови консерваторів 2019 року газета надала перевагу Борису Джонсону. Під час виборів голови лейбористів 2020 року Evening Standard схвалила кандидатуру Кіра Стармера, а на виборах голови Консервативної партії 2022 року підтримала Ліз Трасс. На виборах мера Лондона 2024 року газета стала на бік кандидата від лейбористів Садіка Хана.

## Безкоштовне видання
14 грудня 2004, задля більшого поширення Evening Standard, видавець також розпочав випуск безкоштовного видання газети під назвою Standard Lite, що виходило лише у будні. Воно містило набагато менше сторінок, порівняно з основною газетою, але, як і вона, часто мала низку додатків. У серпні 2006 безкоштовне видання було перезапущено як London Lite. Його цільовою авдиторією були в першу чергу молоді читачки, тому видання містило широкий спектр статей про спосіб життя, але менше новин, ніж основна газета. Спочатку London Lite була доступна для придбання лише в продавців Evening Standard вранці та після обіду, але пізніше стала доступною також ввечері у всіх вуличних дистриб'юторів. З продажем Evening Standard Олександру Лебедєву 21 січня 2009 зв'язки між Standard і Lite були розірвані.

## Зовнішні посилання
- Офіційний вебсайт Evening Standard
- Електронне видання Evening Standard
- Evening Standard в The Guardian